# Nyagonga (vattendrag i Kayanza)
Nyagonga är ett vattendrag i Burundi.   Det ligger i provinsen Kayanza, i den nordvästra delen av landet, 50 km nordost om huvudstaden Bujumbura.
Omgivningarna runt Nyagonga är en mosaik av jordbruksmark och naturlig växtlighet. Runt Nyagonga är det tätbefolkat, med 459 invånare per kvadratkilometer.